# Euophrys peruviana
Euophrys peruviana är en spindelart som beskrevs av Władysław Taczanowski 1878. Euophrys peruviana ingår i släktet Euophrys och familjen hoppspindlar. Inga underarter finns listade i Catalogue of Life.